# Diego Maradona
Diego Armando Maradona (n. 30 octombrie 1960, Lanús, Buenos Aires, Argentina – d. 25 noiembrie 2020, Dique Luján⁠(d), Buenos Aires, Argentina) a fost un fotbalist și antrenor argentinian. 
A fost considerat de către mulți din lumea fotbalului (inclusiv jurnaliști sportivi, foști și actuali jucători, fani etc.) ca fiind cel mai mare fotbalist al tuturor timpurilor, împărțind cu Pelé titlul de Jucătorul Secolului decernat de FIFA. De-a lungul carierei sale de jucător profesionist, Maradona a jucat pentru Boca Juniors (1981, 1995-1998), FC Barcelona (1982-1984), SSC Napoli (1984-1991), F.C. Sevilla (1992-1993) și Newell's Old Boys (1993-1994).
În cariera sa internațională, a jucat pentru naționala Argentinei 91 de meciuri și a marcat 34 de goluri. A participat la patru turnee finale ale Campionatului mondial de fotbal FIFA, inclusiv Cupa Mondială din 1986, când, în calitate de căpitan de echipă, a condus Argentina spre titlul final, învingând în ultimul act Republica Federală Germană și câștigând Balonul de Aur, premiul pentru cel mai bun jucător al turneului. La același turneu, în meciul pentru sferturile de finală, disputat împotriva Angliei, a marcat două goluri în victoria Argentinei cu scorul de 2-1, goluri care l-au consacrat la nivel mondial. Primul gol a fost marcat cu mâna și numit ulterior „mâna lui Dumnezeu”, conform declarațiilor fotbalistului, iar al doilea gol a fost marcat după o cursă de aproximativ 60 de metri în care a driblat șase jucători englezi, gol care a fost numit ulterior golul secolului.
Din diferite motive, Maradona este considerat una dintre cele mai controversate figuri ale lumii sportului. A fost suspendat din activitate pentru o perioadă de 15 luni, în 1991, în Italia, după ce a fost depistat că a consumat cocaină și în 1994 a fost trimis acasă de la turneul final al campionatului mondial de fotbal din S.U.A., după ce a folosit efedrină. După retragerea din activitate la a 37-a aniversare in 1997, Maradona s-a confruntat cu serioase probleme de sănătate și creșteri în greutate cauzate în principal de abuzul de cocaină. În 2005, a suferit o operație chirurgicală la nivelul stomacului, menită să oprească creșterea sa în greutate. După ce a depășit dependența de cocaină, Maradona a devenit gazda unui popular show de televiziune în Argentina.
În octombrie 2008, printr-o decizie care a surprins pe mulți, Maradona a fost numit selecționerul echipei naționale a Argentinei, pe care a condus-o până în sferturile Campionatului Mondial de Fotbal din 2010.
A fost cel mai mare jucător al anilor '80-'90. A fost adversarul lui Hagi la Cupa Mondială din 1990.
Maradona este unicul jucător din istoria fotbalului al cărui transfer a bătut recordul mondial de două ori; prima dată atunci când a fost transferat la  FC Barcelona pentru £5 milioane, și a doua oară când a fost transferat la Napoli pentru £6,9 milioane.

## Primii ani
Diego Armando Maradona s-a născut în Lanús, Argentina, dar a crescut în Villa Fiorito, o suburbie la sud de Buenos Aires, într-o familie săracă, familie care ulterior s-a mutat în provincia Corrientes. A fost primul băiat din familia sa, după nașterea celor trei surori mai mari ale sale. Mai are doi frați mai tineri decât el, pe Hugo (el Turco) și Raúl (Lalo), amândoi activând ca fotbaliști profesioniști. Maradona are origini italiene, spaniole, croate și argentiniene indigene.
La 10 ani Maradona a fost remarcat de către un talentat căutător de tineri jucători, în timp ce juca la Estrella Roja, un club din vecinătatea unde locuia. A devenit juniorul lui Los Cebollitas (Micile Cepe), echipa de juniori a clubului din Buenos Aires, Argentinos Juniors. Ca și copil de mingii la 12 ani, încânta spectatorii arătându-și măiestria cu mingea, în timpul pauzelor meciurilor din prima divizie.

## Cariera la echipele de club

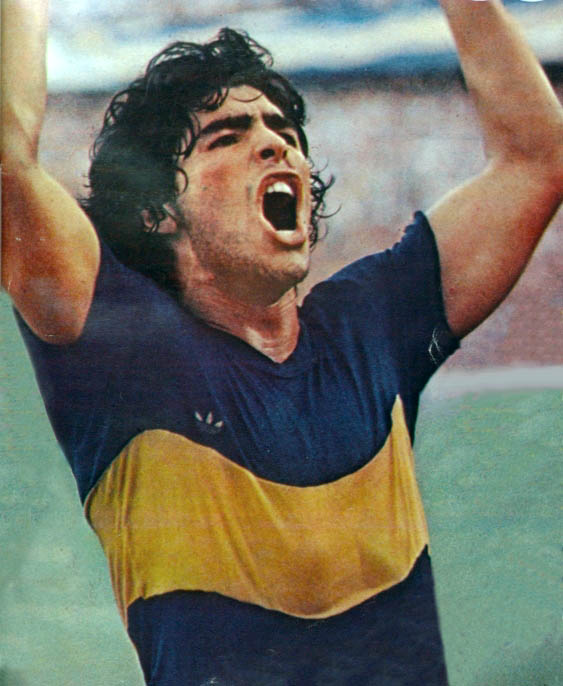
Maradona la Boca Juniors

La 20 octombrie 1976, Maradona și-a făcut debutul de fotbalist profesionist la Argentinos Juniors, la numai zece zile de la împlinirea vârstei de 16 ani. A jucat la Argentinos Juniors din 1976 până în 1981, când a fost transferat pentru 1 milion de lire sterline la Boca Juniors. Alăturându-se noii echipe la jumătatea sezonului din 1981, Maradona a jucat până în 1982, contribuind la câștigarea primei sale medalii de campion al primei ligi argentiniene. În timp ce juca la Argentinos Juniors, Maradona a primit o ofertă de transfer în valoare de 180.000 de lire sterline din partea clubului englez Sheffield United, dar oferta a fost refuzată. După Cupa Mondială din 1982, în iunie, din Spania, Maradona a fost transferat la FC Barcelona pentru suma record la acea vreme de 5 milioane de lire sterline. În 1983, sub conducerea lui César Luis Menotti, Barcelona și Maradona au câștigat Copa del Rey (competiția anuală a cupei din Spania), învingând Real Madrid și Supercupa Spaniei, învingând Athletic de Bilbao. Cu toate acestea, Maradona a avut o perioadă grea la Barcelona. Mai întâi o criză de hepatită și mai apoi fracturarea piciorului print-un atac întârziat de către Andoni Goikoetxea de la Athletic Bilbao, i-au pus în pericol cariera, dar puterea sa psihică și voința sa puternică l-au ajutat să revină pe teren mai repede. La Barcelona, Maradona a intrat în dispute frecvente cu directorii echipei, și în special cu Josep Lluís Núñez - președintele clubului, iar în 1984 acesta a cerut transferul său de pe Nou Camp. A fost transferat în Italia - Serie A, la SSC Napoli pentru o altă sumă record la acea vreme în cuantum de 6,9 milioane lire sterline. Cu Napoli, Maradona a atins vârful carierei sale profesioniste. A devenit repede o stea adorată de fani, și în perioada sa a ridicat echipa (Napoli) la cea mai prolifică perioadă din istoria clubului. Condusă de Maradona, Napoli a câștigat singurele sale trofee de campioni ai Italiei în sezonul 1986/87 și 1989/90, clasându-se pe locul 2 în campionat de două ori în sezonul 1987/88 și în 1988/89. Alte trofee câștigate de Maradona cu Napoli în perioada sa includ Cupa Italiei în 1987, (finaliști ai Cupei Italiei în 1989), Cupa U.E.F.A. în 1989 și Supercupa Italiei în 1990. Maradona a fost golgeterul Seriei A italiene în sezonul 1987/88. Cu toate acestea, în timpul perioadei sale din Italia, problemele personale ale lui Maradona s-au înmulțit. A continuat să consume cocaină, primind amenzi de 70.000 de dolari din partea clubului pentru lipsa de la antrenamente și jocuri, probleme datorate mai ales stresului provocat de consumul de droguri. S-a confruntat cu probleme legate de nașterea unui fiu nelegitim și a fost suspectat de legături de prietenie cu membrii Camorra. După ce a fost suspendat pe o perioadă de 15 luni pentru testare pozitivă cu cocaină, Maradona a părăsit Napoli în dizgrație în 1992. La momentul când a fost transferat la Sevilla (1992-1993), nu mai jucase fotbal profesionist de doi ani, astfel încât nu a mai fost capabil să atingă momentele de glorie de altădată. În 1993 Maradona s-a transferat la Newell's Old Boys și în 1995 s-a întors la Boca Juniors pentru 2 ani.

## Cariera internațională
De-a lungul perioadei sale la Napoli, fotbalul internațional l-a consacrat pe Maradona. Jucând pentru alb-albaștrii (Albicelestes) din naționala Argentinei, Maradona a participat la 4 turnee consecutive ale Cupei Mondiale FIFA, conducând Argentina la câștigarea titlului mondial din 1986 și la câștigarea medaliei de argint (locul 2) din 1990. Și-a făcut debutul internațional la vârsta de 16 ani, într-un meci împotriva Ungariei, la 27 februarie 1977. La 18 ani a participat cu Argentina la  Campionatul Mondial de Tineret și a fost jucătorul turneului, strălucind în finala câștigată împotriva Uniunii Sovietice. La 2 iunie 1979 Maradona a înscris primul său gol pentru naționala Argentinei în victoria cu 3–1 împotriva Scoției pe Hampden Park.

### Cupa Mondială 1982
Maradona a jucat la primul său turneu final al Cupei Mondiale în 1982. În primul meci, Argentina, campioana en-titre, a pierdut cu Belgia. Deși echipa a câștigat convingător cu Ungaria și El Salvador, calificându-se în turul doi, au fost învinși de către Brazilia și de către câștigătorii turneului final - Italia. Maradona a jucat toate cele cinci meciuri fără să fie schimbat, înscriind de două ori contra Ungariei, dar fiind eliminat cu 5 minute înaintea finalului partidei cu Brazilia, pentru un fault dur.

### Cupa Mondială 1986

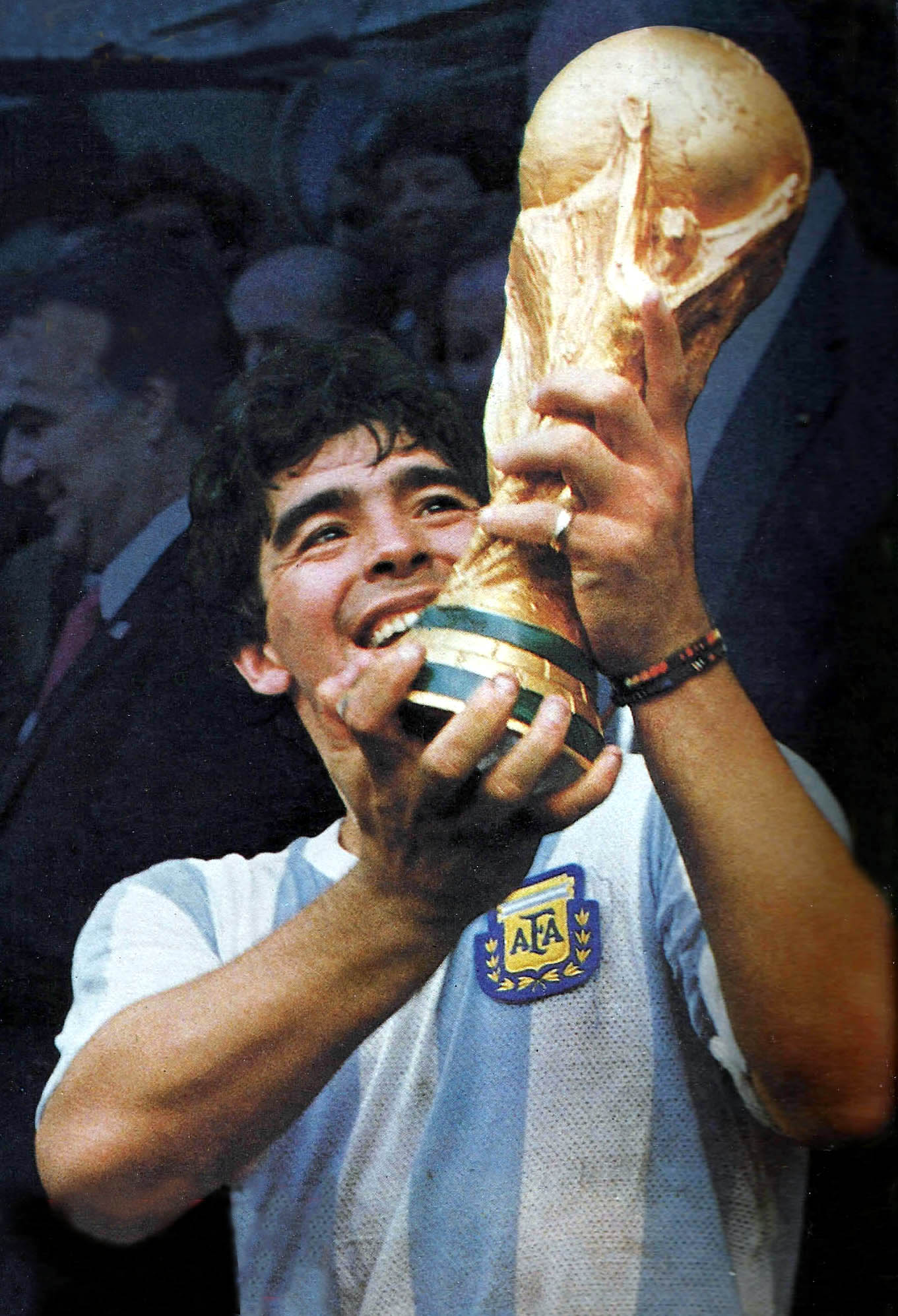
Maradona ridicând trofeul Cupei Mondiale în 1986

Maradona a condus echipa națională a Argentinei, în calitate de căpitan, spre victoria din 1986 a Cupei Mondiale FIFA, câștigând finala din Mexic împotriva Republicii Federale Germania. În timpul Cupei Mondiale din 1986, Maradona și-a demonstrat talentul și calitățile de super-jucător, fiind cel mai dinamic jucător al turneului final. A jucat fiecare minut din meciurile Argentinei, înscriind 5 goluri și oferind 5 pase de gol. Cele două goluri marcate în sfertul de finală câștigat cu 2-1 împotriva Angliei i-au consacrat legenda marelui jucător. Acest meci a fost jucat pe fondul conflictului armat din Insulele Falkland dintre cele două națiuni, iar emoțiile legate de acest conflict s-au făcut simțite pe perioada desfășurării meciului. Reluările T.V. au relevat faptul că primul gol marcat de Maradona împotriva Angliei a fost înscris cu mâna. Maradona a fost evaziv descriind acest gol ca fiind înscris "puțin cu capul lui Maradona și puțin cu mâna Lui Dumnezeu". Astfel golul a fost numit "mâna Lui Dumnezeu" ("la mano de Dios"). Mai târziu, la 22 august 1995, Maradona a recunoscut în emisiunea sa televizată din Argentina, că a lovit mingea cu mâna intenționat și că a știut tot timpul că golul nu a fost corect marcat. Cu toate acestea, golul a fost validat, în ciuda protestelor jucătorilor englezi. Al doilea gol al lui Maradona din același meci cu Anglia a fost votat de către FIFA drept cel mai frumos gol din istoria Cupei Mondiale. A recuperat mingea în jumătatea sa de teren și din 11 atingeri a alergat mai mult de jumătate din lungimea terenului, driblând 5 jucători englezi (Glenn Hoddle, Peter Reid, Kenny Sansom, Terry Butcher, și Terry Fenwick) și pe portarul Peter Shilton, introducând după această cursă mingea în poarta Angliei. Acest gol a fost desemnat „golul secolului” într-un sondaj condus de FIFA printre utilizatorii de internet.
Maradona a marcat două goluri și în semifinala cu Belgia, remarcându-se printr-un alt dribling virtuos la cel de-al doilea gol marcat. În finala împotriva Germaniei Federale, care a egalat la 2-2, după ce Argentina marcase două goluri, Maradona a găsit spațiul pentru pasa finală pentru Jorge Burruchaga, care a marcat golul câștigător. Argentina a învins Republica Federală Germană cu 3–2 în fața a 115,000 de spectatori, pe stadionul Azteca și Maradona a ridicat deasupra capului trofeul Cupei Mondiale, asigurându-se astfel că întregul mapamond și-l va reaminti ca unul dintre cei mai mari fotbaliști din istoria acestui sport. În amintirea lui Maradona, autoritățile stadionului Azteca au construit o statuie a sa marcând „golul secolului", statuie care se află la intrarea în stadion.

### Cupa Mondială 1990
Maradona a fost căpitanul echipei naționale a Argentinei și la turneul final al Cupei Mondiale din 1990, desfășurat în Italia. O accidentare la umăr i-a afectat prestația și a fost mai puțin impunător ca în urmă cu patru ani la turneul final din 1986. Argentina a fost aproape de eliminare în grupe, calificându-se abia de pe locul trei din grupa sa. În meciul din șaisprezecimi împotriva Braziliei, Claudio Caniggia a marcat singurul gol al partidei după o pasă primită de la Maradona.
În sferturi, Argentina a întâlnit Iugoslavia, meciul terminându-se 0–0 după 120 de minute, Argentina calificându-se în urma loviturilor de departajare de la 11 metri, în ciuda ratării loviturii de pedeapsă de către Maradona, urmare a unui șut slab pe mijlocul porții. Semifinala împotriva țării gazdă a turneului, Italia, a fost câștigată de Argentina tot la penaltiuri, după ce la sfârșitul celor 90 de minute scorul fusese 1-1; de această dată Maradona a marcat în urma loviturii de departajare. În finală, Argentina a pierdut cu 0-1 împotriva Germaniei Federale, singurul gol al partidei fiind înscris de Andreas Brehme din penalty, în minutul 85 al partidei, după un fault controversat asupra lui Rudi Völler.

### Cupa Mondială 1994
La turneul final din 1994 al Cupei Mondiale desfășurat în Statele Unite, Maradona a jucat doar două meciuri, înscriind un gol împotriva Greciei, înainte de a fi trimis acasă, după ce a fost depistat pozitiv cu efedrină, la un test antidoping. În autobiografia sa, Maradona a argumentat că rezultatul testului se datorează antrenorului său personal care i-ar fi dat să consume băutura întăritoare Rip Fuel. El susține că varianta americană a acestei băuturi era diferită de cea argentiniană și de aceea a fost eliminat de la participarea în runda a doua a turneului. FIFA i-a solicitat să părăsească turneul și implicit Argentina a fost eliminată în faza secundă a turneului final de către România. Maradona a menționat că ar fi avut un acord cu FIFA, pe care această organizație îl contestă, acord care i-ar fi permis să folosească efedrină și alte medicamente pentru a pierde în greutate și pentru a fi în stare să joace. Conform lui Maradona, acest acord ar fi fost încheiat astfel încât Cupa Mondială să nu piardă din prestigiu prin absența sa. Această afirmație nu a fost niciodată dovedită.

## Stilul jucătorului
Maradona avea o constituție compactă care îl ajuta să reziste foarte bine presiunii fizice. Picioarele sale puternice și centrul său jos de greutate i-au creat un avantaj în cazul alergărilor pe distanțe scurte. Rezistența și puterea sa fizică s-au făcut remarcate prin cele două goluri marcate împotriva Belgiei, în semifinala Cupei Mondiale din 1986.
Maradona a fost un strateg, un bun coechipier, precum și un bun tehnician al balonului. Se putea descurca cu balonul pe spații mici, atrăgând apărătorii și scoțându-i din joc prin ieșiri rapide prin dribling, din grămada creată astfel (ca și în cazul celui de al doilea gol cu Anglia în 1986), sau prin pase de o precizie uluitoare date coechipierilor rămași liberi pentru a înscrie. Fiind scund, dar puternic, putea păstra mingea timp îndelungat, fiind marcat din spate de apărători, pentru a găsi un coechipier liber printr-o pasă sau printr-un șut surprinzător la poarta adversă.
Una din mișcările consacrate de Maradona este driblingul în plină viteză în calitate de aripă stângă, și ajungând pe linia adversă a porții oferea pase de o mare acuratețe coechipierilor săi pentru a marca. O altă mișcare marca Maradona este reprezentată de Rabona, o pasă cu exteriorul piciorului executată prin spatele piciorului de sprijin care suportă întreaga greutate a corpului. Această mișcare a dus la câteva pase de gol, precum cea dată lui Ramón Díaz, care a înscris cu capul în amicalul din 1980 împotriva Elveției. De asemenea Maradona a fost un foarte bun executant al loviturilor libere înscriind deseori din astfel de situații.

## Statistici carieră
Sursă: statistici de club — expertfootball.com

### Club
| Sezon         | Club               | Divizie            | Campionat | Campionat | Cupă    | Cupă   | Continental | Continental | Altele  | Altele | Total   | Total  |
| Sezon         | Club               | Divizie            | Meciuri   | Goluri    | Meciuri | Goluri | Meciuri     | Goluri      | Meciuri | Goluri | Meciuri | Goluri |
| ------------- | ------------------ | ------------------ | --------- | --------- | ------- | ------ | ----------- | ----------- | ------- | ------ | ------- | ------ |
| 1976          | Argentinos Juniors | Primera División   | 11        | 2         | 0       | 0      | –           | –           | –       | –      | 13      | 2      |
| 1977          | Argentinos Juniors | Primera División   | 49        | 19        | 0       | 0      | –           | –           | –       | –      | 49      | 19     |
| 1978          | Argentinos Juniors | Primera División   | 35        | 26        | 0       | 0      | –           | –           | –       | –      | 35      | 26     |
| 1979          | Argentinos Juniors | Primera División   | 26        | 26        | 0       | 0      | –           | –           | –       | –      | 26      | 26     |
| 1980          | Argentinos Juniors | Primera División   | 45        | 43        | 0       | 0      | –           | –           | –       | –      | 45      | 43     |
| Total         | Argentinos Juniors | Argentinos Juniors | 166       | 116       | –       | –      | –           | –           | –       | –      | 166     | 116    |
| 1981          | Boca Juniors       | Primera División   | 40        | 28        | 0       | 0      | –           | –           | –       | –      | 40      | 28     |
| 1982–83       | Barcelona          | La Liga            | 20        | 11        | 5       | 3      | 4           | 5           | 6       | 4      | 35      | 23     |
| 1983–84       | Barcelona          | La Liga            | 16        | 11        | 4       | 1      | 3           | 3           | –       | –      | 23      | 15     |
| Total         | Barcelona          | Barcelona          | 36        | 22        | 9       | 4      | 7           | 8           | 6       | 4      | 58      | 38     |
| 1984–85       | Napoli             | Serie A            | 30        | 14        | 6       | 3      | –           | –           | –       | –      | 36      | 17     |
| 1985–86       | Napoli             | Serie A            | 29        | 11        | 2       | 2      | –           | –           | –       | –      | 31      | 13     |
| 1986–87       | Napoli             | Serie A            | 29        | 10        | 10      | 7      | 2           | 0           | –       | –      | 41      | 17     |
| 1987–88       | Napoli             | Serie A            | 28        | 15        | 9       | 6      | 2           | 0           | –       | –      | 39      | 21     |
| 1988–89       | Napoli             | Serie A            | 26        | 9         | 12      | 7      | 12          | 3           | –       | –      | 50      | 19     |
| 1989–90       | Napoli             | Serie A            | 28        | 16        | 3       | 2      | 5           | 0           | –       | –      | 36      | 18     |
| 1990–91       | Napoli             | Serie A            | 18        | 6         | 3       | 2      | 4           | 2           | 1       | 0      | 26      | 10     |
| Total         | Napoli             | Napoli             | 188       | 81        | 45      | 29     | 25          | 5           | 1       | 0      | 259     | 115    |
| 1992–93       | Sevilla            | La Liga            | 26        | 5         | 3       | 3      | –           | –           | –       | –      | 29      | 8      |
| 1993–94       | Newell's Old Boys  | Primera División   | 5         | 0         | –       | –      | –           | –           | –       | –      | 5       | 0      |
| 1995–96       | Boca Juniors       | Primera División   | 24        | 5         | –       | –      | –           | –           | –       | –      | 24      | 5      |
| 1996–97       | Boca Juniors       | Primera División   | 1         | 0         | –       | –      | –           | –           | 1       | 0      | 2       | 0      |
| 1997–98       | Boca Juniors       | Primera División   | 5         | 2         | –       | –      | –           | –           | –       | –      | 5       | 2      |
| Total         | Boca Juniors       | Boca Juniors       | 70        | 35        | –       | –      | –           | –           | 1       | 0      | 71      | 35     |
| Total         | Argentina          | Argentina          | 192       | 151       | 0       | 0      | 0           | 0           | 1       | 0      | 243     | 151    |
| Total         | Spania             | Spania             | 62        | 27        | 12      | 7      | 7           | 8           | 6       | 4      | 87      | 46     |
| Total         | Italia             | Italia             | 188       | 81        | 45      | 29     | 25          | 5           | 1       | 0      | 259     | 115    |
| Total carieră | Total carieră      | Total carieră      | 492       | 259       | 57      | 36     | 32          | 13          | 8       | 4      | 590     | 312    |

### Internațional
| Argentina | Argentina | Argentina |
| An        | Meciuri   | Goluri    |
| --------- | --------- | --------- |
| 1977      | 3         | 0         |
| 1978      | 1         | 0         |
| 1979      | 8         | 3         |
| 1980      | 10        | 7         |
| 1981      | 2         | 1         |
| 1982      | 10        | 2         |
| 1983      | -         | -         |
| 1984      | -         | -         |
| 1985      | 10        | 6         |
| 1986      | 10        | 7         |
| 1987      | 6         | 4         |
| 1988      | 3         | 1         |
| 1989      | 7         | 0         |
| 1990      | 10        | 1         |
| 1991      | -         | -         |
| 1992      | -         | -         |
| 1993      | 4         | 0         |
| 1994      | 7         | 2         |
| Total     | 91        | 34        |

### Antrenor
| Echipa                | Țara                  | Început        | Sfârșit        | Rezultate | Rezultate | Rezultate | Rezultate | Rezultate  |
| Echipa                | Țara                  | Început        | Sfârșit        | M         | V         | E         | Î         | Victorii % |
| --------------------- | --------------------- | -------------- | -------------- | --------- | --------- | --------- | --------- | ---------- |
| Mandiyú de Corrientes | Argentina             | ianuarie 1994  | iunie 1994     | 12        | 1         | 5         | 6         | 8.33       |
| Racing Club           | Argentina             | mai 1995       | noiembrie 1995 | 11        | 2         | 3         | 6         | 18.18      |
| Argentina             | Argentina             | noiembrie 2008 | iulie 2010     | 19        | 14        | 0         | 5         | 73.68      |
| Al Wasl FC            | Emiratele Arabe Unite | mai 2011       | iulie 2012     | 22        | 7         | 5         | 10        | 31.82      |

## Retragerea și decesul
Hărțuit de-a lungul carierei de către ziariști, Maradona a tras chiar cu o armă cu aer comprimat asupra reporterilor care îi invadaseră intimitatea. Acest citat, venit din partea fostului său coechipier Jorge Valdano, sintetizează părerile multora despre Maradona:
„Este o persoană pe care mulți ar vrea s-o depășească, o figură controversată, iubită, urâtă, care a creat multă agitație, mai ales în Argentina... Insistența asupra vieții sale personale este o greșeală. Maradona nu a avut rival pe teren, dar și-a transformat viața personală într-un spectacol, iar acum trăiește o dramă personală care nu ar trebui să fie imitată.”
În 2000, Maradona a publicat cartea sa autobiografică „Eu sunt Diego", care a devenit imediat un bestseller în țara sa. Doi ani mai târziu, Maradona a donat drepturile de publicare a cărții sale „poporului cubanez și lui Fidel (Castro).”
La 2 noiembrie 2020, Maradona a fost internat într-un spital din La Plata, iar a doua zi a suferit o intervenție chirurgicală pe creier pentru tratarea unui cheag de sânge, fiind externat la 12 noiembrie. La 25 noiembrie 2020, Maradona a decedat la Buenos Aires, în urma unui stop cardio-respirator.
Stadionul "San Paolo" din Neapole a fost redenumit oficial Stadio Diego Armando Maradona la 4 decembrie 2020.